# Pseudocoremia melinata
Pseudocoremia melinata là một loài bướm đêm thuộc họ Geometridae. Loài này có ở New Zealand.
Ấu trùng ăn a Carmichaelia.